# 2010年の日本公開映画
- 映画 > 映画の一覧 > 年度別日本公開映画 > 2010年の日本公開映画
- 映画 > 2010年の映画 > 2010年の日本公開映画

2010年の日本公開映画（2010ねんのにほんこうかいえいが）では、2010年（平成22年）1月1日から同年12月31日までに日本で商業公開された映画の一覧を記載。作品名の右の丸括弧内は製作国を示す。
記載の凡例については年度別日本公開映画#凡例を参照

## 作品一覧

### 1月
- 3日
  - 怒る西行（ 日本）
- 9日
  - (500)日のサマー（ アメリカ合衆国）
  - キャピタリズム〜マネ―は踊る〜（ アメリカ合衆国）
  - 真幸くあらば（ 日本）
  - ソフィーの復讐（ 韓国・ 中国）
  - 彼岸島（ 日本・ 韓国）
  - 渋谷（ 日本）
  - プラネット B-BOY（ アメリカ合衆国）
  - マッハ!弐（ タイ）
  - 鏡の中のマヤ・デレン（ オーストラリア・ チェコ・ スイス・ ドイツ）
- 15日
  - かいじゅうたちのいるところ（ アメリカ合衆国）
- 16日
  - BANDAGE バンデイジ（ 日本）
  - 板尾創路の脱獄王（ 日本）
  - 今度は愛妻家（ 日本）
  - ブルー・ゴールド 狙われた水の真実（ アメリカ合衆国）
  - ランブリングハート（ 日本）
  - 作戦 The Scam（ 韓国）
  - シャネル&ストラヴィンスキー（ フランス）
  - マザー・テレサと生きる（ 日本）
  - ミレニアム ドラゴン・タトゥーの女（ スウェーデン・ デンマーク・ ドイツ）
- 22日
  - オーシャンズ（ フランス）
  - サロゲート（ アメリカ合衆国）
  - エクトプラズム 怨霊の棲む家（ アメリカ合衆国）
- 23日
  - Dr.パルナサスの鏡（ イギリス・ カナダ）
  - すべては海になる（ 日本）
  - ユキとニナ（ フランス・ 日本）
  - サヨナライツカ（ 韓国）
  - パーフェクト・ゲッタウェイ（ アメリカ合衆国）
  - アンダンテ〜稲の旋律〜（ 日本）
  - 手のひらの幸せ（ 日本）
  - アイ・アム I am.（ 日本）
- 29日
  - ラブリーボーン（ アメリカ合衆国・ イギリス・ ニュージーランド）
- 30日
  - おとうと（ 日本）
  - ゴールデンスランバー（ 日本）
  - フローズン・リバー（ アメリカ合衆国）
  - ボーイズ・オン・ザ・ラン（ 日本）
  - かずら（ 日本）
  - パラノーマル・アクティビティ（ アメリカ合衆国）
  - おやすみアンモナイト 貧乏人抹殺篇/貧乏人逆襲篇（ 日本）
  - イエローキッド（ 日本）
  - タクミくんシリーズ (映画)３「美貌のディテイル」（ 日本）
  - 侍戦隊シンケンジャーVSゴーオンジャー 銀幕BANG!!（ 日本）
  - 完全なる飼育 メイド、for you（ 日本）

### 2月
- 5日
  - インビクタス/負けざる者たち ( アメリカ合衆国)
  - 50歳の恋愛白書 ( アメリカ合衆国)
- 6日
  - 新しい人生のはじめかた ( アメリカ合衆国)
  - 抱擁のかけら ( スペイン)
  - 食堂かたつむり ( 日本)
  - 涼宮ハルヒの消失 ( 日本)
  - トイ・ストーリー 3D ( アメリカ合衆国)
  - トイ・ストーリー2 3D ( アメリカ合衆国)
  - 霜花店 運命、その愛 ( 韓国)
  - COACH コーチ ( 日本)
  - サベイランス ( カナダ)
  - 草食系男子。 ( 日本)
- 11日
  - 交渉人 THE MOVIE タイムリミット高度10,000mの頭脳戦 ( 日本)
- 12日
  - バレンタインデー ( アメリカ合衆国)
- 13日
  - ウィニングチケット -遥かなるブダペスト- ( ハンガリー)
  - 蜉蝣峠 ( 日本)
  - ハンナ・モンタナ/ザ・ムービー ( アメリカ合衆国)
  - 処刑山 -デッド・スノウ- ( ノルウェー)
  - カラヴァッジョ 天才画家の光と影 ( イタリア・ フランス・ スペイン・ ドイツ)
  - 肉食系女子。 ( 日本)
  - 過速スキャンダル ( 韓国)
  - 金瓶梅 ( 香港)
  - やさいのようせい N.Y.SALAD The Movie 3D ( 日本)
- 19日
  - 恋するベーカリー ( アメリカ合衆国)
  - コララインとボタンの魔女 3D ( アメリカ合衆国)
- 20日
  - 海の沈黙　デジタルリマイスター版( フランス)
  - 人間失格 ( 日本)
  - ランニング・オン・エンプティ ( 日本)
  - コトバのない冬( 日本)
  - パレード ( 日本)
  - 台北に舞う雪 ( 中国・ 日本・ 香港・ 台湾)
  - きょーれつ! もーれつ! 古代少女ドグちゃんまつり! スペシャルムービー・エディション ( 日本)
  - 罪の天使たち ( フランス)
  - 愛とセックスとセレブリティ ( アメリカ合衆国)
  - ルドandクルシ ( メキシコ)
- 26日
  - パーシー・ジャクソンとオリンポスの神々 ( アメリカ合衆国)
- 27日
  - ニューヨーク、アイラブユー ( アメリカ合衆国・ フランス)
  - バッド・ルーテナント ( アメリカ合衆国)
  - しあわせの隠れ場所 ( アメリカ合衆国)
  - ロックアウト ( 日本)
  - 月と嘘と殺人 ( 日本)
  - 猿ロック THE MOVIE ( 日本)
  - 渇き ( 韓国)
  - 悲しみよりもっと悲しい物語 ( 韓国)
  - 飛べ、ペンギン( 韓国)
  - 空を歩く少年 ( 韓国)
  - 今、このままがいい ( 韓国)
  - ビバ!ラブ( 韓国)
  - すべて彼女のために ( フランス)
  - 超劇場版ケロロ軍曹 誕生!究極ケロロ 奇跡の時空島であります!! ( 日本)
  - 超電影版SDガンダム 三国伝 Brave Battle Warriors ( 日本)
- 28日
  - Lost & Found( 日本)

### 3月
- 6日
  - 喧嘩番長 劇場版〜全国制覇 ( 日本)
  - 都市霊伝説 心霊工場( 日本)
  - ドラえもん のび太の人魚大海戦 ( 日本)
  - 奴隷船 ( 日本)
  - ニンジャ・アサシン ( アメリカ合衆国)
  - ハート・ロッカー ( アメリカ合衆国)
  - プリンセスと魔法のキス ( アメリカ合衆国)
  - モリエール 恋こそ喜劇 ( フランス)
  - ライアーゲーム ザ・ファイナルステージ ( 日本)
- 12日
  - 噂のモーガン夫妻 ( アメリカ合衆国)
  - シャーロック・ホームズ ( アメリカ合衆国)
- 13日
  - スイートリトルライズ ( 日本)
  - 時をかける少女 ( 日本)
  - 隣の家の少女 ( アメリカ合衆国)
  - 花のあと ( 日本)
  - 東のエデン 劇場版II Paradise Lost ( 日本)
  - フィリップ、きみを愛してる! ( フランス)
  - ミュータント・クロニクルズ ( アメリカ合衆国)
- 19日
  - ダレン・シャン ( アメリカ合衆国)
  - NINE ( アメリカ合衆国)
- 20日
  - アイガー北壁 ( ドイツ・ オーストリア・ スイス)
  - 息もできない ( 韓国)
  - ウディ・アレンの夢と犯罪 ( イギリス)
  - 映画 プリキュアオールスターズDX2 希望の光☆レインボージュエルを守れ! ( 日本)
  - スパイアニマル・Gフォース ( アメリカ合衆国)
  - TEKKEN -鉄拳- ( アメリカ合衆国)
  - ブルーノ ( アメリカ合衆国・ イギリス)
  - マイレージ、マイライフ ( アメリカ合衆国)
- 27日
  - アーマード 武装地帯 ( アメリカ合衆国)
  - シェルター ( アメリカ合衆国)
  - 誰かが私にキスをした ( 日本)
  - 掌の小説 ( 日本)
  - やさしい嘘と贈り物 ( アメリカ合衆国)

### 4月
- 3日
  - 誘拐ラプソディー ( 日本)
  - 半分の月がのぼる空 ( 日本)
  - 昆虫探偵 ヨシダヨシミ ( 日本)
  - カケラ ( 日本)
  - ソラニン ( 日本)
- 9日
  - シャッター アイランド ( アメリカ合衆国)
- 10日
  - ダーリンは外国人 ( 日本)
  - 月に囚われた男 ( イギリス)
  - 第9地区 ( アメリカ合衆国・ ニュージーランド)
  - 海の金魚 ( 日本)
  - 獄に咲く花 ( 日本)
  - 苦い蜜 〜消えたレコード〜 ( 日本)
  - ドン・ジョヴァンニ 天才劇作家とモーツァルトの出会い ( イタリア・ スペイン)
  - 沈黙の鉄拳 ( アメリカ合衆国)
- 17日
  - 17歳の肖像 ( イギリス)
  - クロッシング ( 韓国)
  - スナイパー: ( 香港)
  - 名探偵コナン 天空の難破船 ( 日本)
  - クレヨンしんちゃん 超時空!嵐を呼ぶオラの花嫁 ( 日本)
  - アリス・イン・ワンダーランド ( アメリカ合衆国)
  - のだめカンタービレ 最終楽章 後編 ( 日本)
  - ジョニー・マッド・ドッグ ( フランス・ ベルギー・ リベリア)
  - オーケストラ! ( フランス)
- 23日
  - タイタンの戦い ( アメリカ合衆国)
  - ウルフマン ( アメリカ合衆国)
- 24日
  - プレシャス ( アメリカ合衆国)
  - 武士道シックスティーン ( 日本)
  - きかんしゃトーマス 伝説の英雄 ( イギリス)
  - 劇場版 銀魂 新訳紅桜篇 ( 日本)
  - TRIGUN Badlands Rumble ( 日本)
  - てぃだかんかん〜海とサンゴと小さな奇跡〜 ( 日本)
  - ファンボーイズ ( アメリカ合衆国)
  - フェーズ6 ( アメリカ合衆国)
  - ボーダー ( アメリカ合衆国)
  - スラヴォイ・ジジェクによる倒錯的映画ガイド ( イギリス・ オーストラリア・ オランダ)
  - 失恋殺人 ( 日本)
- 29日
  - 矢島美容室 THE MOVIE 〜夢をつかまネバダ〜 ( 日本)
  - アーサーと魔王マルタザールの逆襲 ( フランス)

### 5月
- 1日
  - ゼブラーマン -ゼブラシティの逆襲- ( 日本)
  - コロンブス 永遠の海 ( ポルトガル・ フランス)
  - いばらの王 king of Thorn ( 日本)
  - 劇場版“文学少女” ( 日本)
  - 川の底からこんにちは ( 日本)
- 8日
  - 9 〜9番目の奇妙な人形〜 ( アメリカ合衆国)
  - 劇場版TRICK 霊能力者バトルロイヤル ( 日本)
  - 運命のボタン ( アメリカ合衆国)
  - ユリ子のアロマ ( 日本)
- 14日
  - グリーン・ゾーン ( アメリカ合衆国)
- 15日
  - ランデブー! ( 日本)
  - 冷たい雨に撃て、約束の銃弾を ( フランス・ 香港)
  - 書道ガールズ!! わたしたちの甲子園 ( 日本)
  - パリより愛をこめて ( フランス)
  - エンター・ザ・ボイド ( フランス)
  - ザ・エッグ 〜ロマノフの秘宝を狙え〜 ( アメリカ合衆国・ ドイツ)
  - ビルマVJ 消された革命 ( デンマーク)
  - 君と歩こう ( 日本)
  - 僕たちのプレイボール ( 日本)
- 22日
  - 鉄男 THE BULLET MAN ( 日本)
  - 処刑人II ( アメリカ合衆国)
  - レギオン ( アメリカ合衆国)
  - ボックス! ( 日本)
  - 春との旅 ( 日本)
  - ローラーガールズ・ダイアリー ( アメリカ合衆国)
  - パーマネント野ばら ( 日本)
  - トロッコ ( 日本)
  - 戦闘少女 血の鉄仮面伝説 ( 日本)
  - 逆襲!スケ番☆ハンターズ〜地獄の決闘〜 ( 日本)
  - 仮面ライダー×仮面ライダー×仮面ライダー THE MOVIE 超・電王トリロジー EPISODE RED ゼロのスタートウィンクル ( 日本)
  - プランゼット ( 日本)
  - レフェリー 知られざるサッカーの舞台裏 ( ベルギー)
- 28日
  - プリンス・オブ・ペルシャ/時間の砂 ( アメリカ合衆国)
- 29日
  - BOX 袴田事件 命とは ( 日本)
  - あの夏の子供たち ( フランス)
  - ラムネ ( 日本)
  - ブレイクブレイド 第一章/覚醒ノ刻 ( 日本)
  - テレシネマ7/天国への郵便配達人 ( 韓国・ 日本)
  - テレシネマ7/トライアングル ( 韓国・ 日本)
  - テレシネマ7/石ころの夢 ( 韓国・ 日本)
  - テレシネマ7/顔と心と恋の関係 ( 韓国・ 日本)
  - テレシネマ7/結婚式の後で ( 韓国・ 日本)
  - テレシネマ7/楽園 ( 韓国・ 日本)
  - テレシネマ7/19 ( 韓国・ 日本)
  - RAILWAYS  49歳で電車の運転士になった男の物語 ( 日本)
  - ヒーローショー ( 日本)
  - 爆発!スケ番☆ハンターズ〜総括殴り込み作戦〜 ( 日本)
  - 座頭市 THE LAST ( 日本)

### 6月
- 4日
  - セックス・アンド・ザ・シティ2 ( アメリカ合衆国)
  - マイ・ブラザー ( アメリカ合衆国)
- 5日
  - 銀幕ヘタリア Axis Powers Paint it, White ( 日本)
  - 仮面ライダー×仮面ライダー×仮面ライダー THE MOVIE 超・電王トリロジー EPISODE BLUE 派遣イマジンはNEWトラル ( 日本)
  - クロネズミ ( 日本)
  - 告白 ( 日本)
  - 孤高のメス ( 日本)
  - 殺人犯 ( 香港)
  - シーサイドモーテル ( 日本)
  - ブライト・スター いちばん美しい恋の詩 ( イギリス・ オーストラリア)
  - ムラサキカガミ ( 日本)
  - リアル鬼ごっこ2 ( 日本)
- 11日
  - アイアンマン2 ( アメリカ合衆国)
- 12日
  - アウトレイジ ( 日本)
  - ACACIA ( 日本)
  - 大人になった夏 ( 日本)
  - クレイジー・ハート ( アメリカ合衆国)
  - ケンタとジュンとカヨちゃんの国 ( 日本)
  - サバイバル・オブ・ザ・デッド ( アメリカ合衆国)
  - ソウル・パワー ( アメリカ合衆国)
  - チョルラの詩 ( 日本)
  - ねこタクシー ( 日本)
  - パリ20区、僕たちのクラス ( フランス)
  - FLOWERS -フラワーズ- ( 日本)
  - ラスト・ソング ( アメリカ合衆国)
- 19日
  - ウィンター・ソルジャー ベトナム帰還兵の告白 ( アメリカ合衆国)
  - カスタードプリン ( 日本)
  - 仮面ライダー×仮面ライダー×仮面ライダー THE MOVIE 超・電王トリロジー EPISODE YELLOW お宝DEエンド・パイレーツ ( 日本)
  - 彼とわたしの漂流日記 ( 韓国)
  - ザ・ウォーカー ( アメリカ合衆国)
  - ソフトボーイ ( 日本)
  - ダブル・ミッション ( アメリカ合衆国)
  - ハーツ・アンド・マインズ/ベトナム戦争の真実 ( アメリカ合衆国)
  - ハロウィンII ( アメリカ合衆国)
  - 星砂の島のちいさな天使 〜マーメイドスマイル〜 ( 日本)
  - 祝の島 ( 日本)
  - 瞬 またたき ( 日本)
  - 闇の列車、光の旅 ( メキシコ アメリカ合衆国)
  - ワンダフル ワールド ( 日本)
- 26日
  - アルゼンチンタンゴ 伝説のマエストロたち ( アルゼンチン)
  - イエロー・ハンカチーフ ( アメリカ合衆国)
  - 仁寺洞スキャンダル〜神の手を持つ男〜 ( 韓国)
  - 宇宙ショーへようこそ ( 日本)
  - SR サイタマノラッパー2 女子ラッパー☆傷だらけのライム ( 日本)
  - エルム街の悪夢 ( アメリカ合衆国)
  - ザ・ロード ( アメリカ合衆国)
  - さんかく ( 日本)
  - ブレイクブレイド 第二章/訣別ノ路 ( 日本)
  - ボローニャの夕暮れ ( イタリア)
  - 結び目 ( 日本)
  - モダン・ライフ ( フランス)
  - ユニバーサル・ソルジャー:リジェネレーション ( アメリカ合衆国)

### 7月
- 2日
  - レポゼッション・メン ( アメリカ合衆国)
- 3日
  - ガールフレンド・エクスペリエンス ( アメリカ合衆国)
  - ザ・コーヴ ( アメリカ合衆国)
  - シスタースマイル ドミニクの歌 ( フランス・ ベルギー)
  - ロストクライム -閃光- ( 日本)
  - 踊る大捜査線 THE MOVIE3 ヤツらを解放せよ! ( 日本)
  - アデル/ファラオと復活の秘薬 ( フランス)
  - ハングオーバー! 消えた花ムコと史上最悪の二日酔い ( アメリカ合衆国)
- 10日
  - ぼくのエリ 200歳の少女 ( スウェーデン)
  - 恐怖 ( 日本)
  - プレデターズ ( アメリカ合衆国)
  - バウンティー・ハンター ( アメリカ合衆国)
  - 必死剣 鳥刺し ( 日本)
  - トイ・ストーリー3 ( アメリカ合衆国)
  - 劇場版ポケットモンスター ダイヤモンド&パール 幻影の覇者Z ( 日本)
  - それいけ!アンパンマン ブラックノーズと魔法の歌 ( 日本)
  - トルソ ( 日本)
  - ビューティフル アイランズ ( 日本)
- 12日
  - ストーンズ・イン・エグザイル 〜「メイン・ストリートのならず者」の真実 ( アメリカ合衆国・ イギリス)
- 17日
  - 私の優しくない先輩 ( 日本)
  - 借りぐらしのアリエッティ ( 日本)
  - シュアリー・サムデイ ( 日本)
  - おのぼり物語 ( 日本)
  - エグザム ( イギリス)
  - Bubble/バブル ( アメリカ合衆国)
  - ザ・ホード -死霊の大群- ( フランス)
  - エアベンダー ( アメリカ合衆国)
  - ガイアシンフォニー 地球交響曲第七番 ( 日本)
  - 華麗なるアリバイ ( フランス)
- 23日
  - インセプション ( アメリカ合衆国)
- 24日
  - ゾンビランド ( アメリカ合衆国)
  - グッドモーニング・プレジデント ( 韓国)
  - デルタ 小川国夫原作オムニバス ( 日本)
  - 小さな命が呼ぶとき ( アメリカ合衆国)
  - パラレルライフ ( 韓国)
  - ニライの丘〜A Song of Gondola〜 ( 日本)
- 30日
  - ジェニファーズ・ボディ ( アメリカ合衆国)
- 31日
  - フェアウェル さらば、哀しみのスパイ ( フランス)
  - 何も変えてはならない ( ポルトガル・ フランス)
  - 28 1/2 妄想の巨人 ( 日本)
  - ちょんまげぷりん ( 日本)
  - アイスバーグ! ( ベルギー)
  - ルンバ! ( フランス・ ベルギー)
  - ソルト ( アメリカ合衆国)
  - 劇場版NARUTO -ナルト- 疾風伝 ザ・ロストタワー ( 日本)
  - 昆虫物語 みつばちハッチ〜勇気のメロディ〜 ( 日本)

### 8月
- 1日
  - 明日やること ゴミ出し 愛想笑い 恋愛。 ( 日本)
  - 宇宙で1番ワガママな星 ( 日本)
  - お墓に泊まろう! ( 日本)
  - クロサワ映画 ( 日本)
  - 無知との遭遇 CLOSE ENCOUNTERS OF THE STUPID ( 日本)
- 7日
  - 愛の言霊〜世界の果てまで〜 ( 日本)
  - 石井輝男映画魂 ( 日本)
  - 神様ヘルプ! ( 日本)
  - 仮面ライダーW FOREVER AtoZ/運命のガイアメモリ ( 日本)
  - シルビアのいる街で ( スペイン・ フランス)
  - セラフィーヌの庭 ( フランス・ ベルギー・ ドイツ)
  - テコンV ( 韓国)
  - 天装戦隊ゴセイジャー エピックON THEムービー ( 日本)
  - 日本のいちばん長い夏 ( 日本)
  - ヒックとドラゴン ( アメリカ合衆国)
  - フローズン ( アメリカ合衆国)
  - ペルシャ猫を誰も知らない ( イラン)
  - ホーンティング・ラヴァー 〜血ぬられた恋人たち〜 ( 香港)
- 13日
  - シロメ ( 日本)
  - 魔法使いの弟子 ( アメリカ合衆国)
- 14日
  - きな子〜見習い警察犬の物語〜（きなこ〜夢を追いかける犬〜） ( 日本)
  - キャタピラー ( 日本)
  - ネコを探して ( フランス)
  - 瞳の奥の秘密 ( アルゼンチン・ スペイン)
  - ベスト・キッド ( アメリカ合衆国)
  - ヤギと男と男と壁と ( アメリカ合衆国)
- 20日
  - 特攻野郎Aチーム THE MOVIE ( アメリカ合衆国)
- 21日
  - 海からの使者 ( 日本)
  - 怪談レストラン ( 日本)
  - カラフル ( 日本)
  - キャッツ&ドッグス 地球最大の肉球大戦争 ( アメリカ合衆国)
  - 劇場版デュエル・マスターズ 炎のキズナXX!! ( 日本)
  - 劇場版メタルファイト ベイブレード VS太陽 灼熱の侵略者ソルブレイズ ( 日本)
  - シークレット ( 韓国)
  - NECK ( 日本)
  - ハナミズキ ( 日本)
  - ようこそ、アムステルダム国立美術館へ ( オランダ)
- 25日
  - オガムド〜五感度〜 ( 韓国)
- 28日
  - A3D ayumi hamasaki ARENA TOUR 2009 A 〜NEXT LEVEL〜 ( 日本)
  - KING GAME ( 日本)
  - 小さな村の小さなダンサー ( オーストラリア)
  - トイレット ( 日本)
  - 東京島 ( 日本)
  - 花と蛇3 ( 日本)
  - ルー=ガルー ( 日本)

### 9月
- 4日
  - アトランティス（リバイバル上映）( フランス)
  - あまっちょろいラブソング ( 日本)
  - オカンの嫁入り ( 日本)
  - 怪談新耳袋 怪奇 ( 日本)
  - ゴスロリ処刑人 ( 日本)
  - コップ・アウト 〜刑事した奴ら〜 ( アメリカ合衆国)
  - 純情 ( 日本)
  - TENBATSU ( 日本)
  - トラブル・イン・ハリウッド ( アメリカ合衆国)
  - 名前のない女たち ( 日本)
  - BECK ( 日本)
  - ミックマック ( フランス)
  - Mr.Children / Split The Difference ( 日本)
- 8日
  - アルファ・アンド・オメガ ( アメリカ合衆国)
- 10日
  - バイオハザードIV アフターライフ ( アメリカ合衆国)
- 11日
  - 悪人 ( 日本)
  - 彼女が消えた浜辺 ( イラン)
  - 君が踊る、夏 ( 日本)
  - 恋するナポリタン 〜世界で一番おいしい愛され方〜 ( 日本)
  - 終着駅 トルストイ最後の旅 ( ドイツ・ ロシア)
  - ジャーロ ( アメリカ合衆国・ イタリア)
  - ナイト・トーキョー・デイ ( スペイン)
  - ベンダ・ビリリ!〜もう一つのキンシャサの奇跡 ( フランス)
  - ミレニアム2 火と戯れる女 ( スウェーデン・ デンマーク・ ドイツ)
  - ミレニアム3 眠れる女と狂卓の騎士 ( スウェーデン・ デンマーク・ ドイツ)
- 17日
  - 食べて、祈って、恋をして ( アメリカ合衆国)
- 18日
  - アイ・コンタクト もう1つのなでしこジャパン ろう者女子サッカー ( 日本)
  - ANPO ( 日本)
  - 京都太秦物語 ( 日本)
  - 劇場版 機動戦士ガンダム00 -A wakening of the Trailblazer- ( 日本)
  - THE LAST MESSAGE 海猿 ( 日本)
  - nude ( 日本)
  - ×ゲーム ( 日本)
  - パーフェクト・ブルー ( 日本)
  - ロストパラダイス・イン・トーキョー ( 日本)
- 25日

- - おにいちゃんのハナビ ( 日本)
  - 君に届け ( 日本)
  - 十三人の刺客 ( 日本)
  - 超強台風 ( 中国)
  - TSUNAMI -ツナミ- ( 韓国)
  - 遠くの空 ( 日本)
  - 美人図 ( 韓国)
  - 蛇のひと ( 日本)
  - 劇場版 ブレイク ブレイド 第三章/凶刃ノ痕 ( 日本)
  - メッセージ そして、愛が残る ( ドイツ・ フランス・ カナダ)
  - ラブコメ ( 日本)
  - Re:Play-Girls リプレイガールズ ( 日本)
  - 恋愛戯曲 〜私と恋におちてください。〜 ( 日本)

### 10月
- 1日
  - 大奥 ( 日本)
  - ガフールの伝説 ( アメリカ合衆国)
  - パンドラム ( アメリカ合衆国・ ドイツ)
- 2日
  - ゲキ×シネ「蛮幽鬼」 ( 日本)
  - 恋の正しい方法は本にも設計図にも載っていない ( 日本)
  - 小屋丸 冬と春 ( フランス・ 日本)
  - シングルマン ( アメリカ合衆国)
  - スープ・オペラ ( 日本)
  - 七瀬ふたたび ( 日本)
  - ヌードの夜/愛は惜しみなく奪う ( 日本)
  - ヘヴンズ ストーリー ( 日本)
  - ワールドプロレスリングG1クライマックス3D( 日本)
- 5日
  - 死を処方する男 ジャック・ケヴォーキアンの真実 ( アメリカ合衆国)
- 8日
  - アイルトン・セナ 〜音速の彼方へ ( アメリカ合衆国)
- 9日
  - 鬼神伝 ( 日本)
  - 死刑台のエレベーター ( 日本)
  - 書道♡ガールズ 青い青い空 ( 日本)
  - ナイト&デイ ( アメリカ合衆国)
  - 半次郎 ( 日本)
  - プチ・ニコラ ( フランス)
  - 冬の小鳥 ( 韓国・ フランス)
  - ブロンド少女は過激に美しく ( ポルトガル・ スペイン・ フランス)
  - 乱暴と待機 ( 日本)
  - 乱暴者の世界 ( 日本)
  - REDLINE ( 日本)
- 16日
  - アバター 特別編 ( アメリカ合衆国)
  - アワ・ブリーフ・エタニティ/OUR BRIEF ETERNITY ( 日本)
  - インシテミル 7日間のデス・ゲーム ( 日本)
  - エクスペンダブルズ ( アメリカ合衆国)
  - おまえうまそうだな ( 日本)
  - 劇場版ほんとうにあった怖い話3D ( 日本)
  - 桜田門外ノ変 ( 日本)
  - ルイーサ ( アルゼンチン・ スペイン)
  - わたしの可愛い人 シェリ ( イギリス・ フランス・ ドイツ)
- 22日
  - 雷桜 ( 日本)
- 23日
  - 遠距離恋愛 彼女の決断 ( アメリカ合衆国)
  - 隠された日記 母たち、娘たち ( フランス・ カナダ)
  - 国家代表!? ( 韓国)
  - ソフィアの夜明け ( ブルガリア)
  - とびだす絵本3D ( 日本)
  - ヒカリ、その先へ ( 日本)
  - ビッチ・スラップ 危険な天使たち ( アメリカ合衆国)
  - Myway Highway ( 日本)
  - 森崎書店の日々 ( 日本)
  - 約束の葡萄畑 あるワイン醸造家の物語 ( フランス・ ニュージーランド)
  - 脇役物語 ( 日本)
- 29日
  - 怪盗グルーの月泥棒 3D ( アメリカ合衆国)
- 30日
  - 映画 ハートキャッチプリキュア! 花の都でファッションショー…ですか!? ( 日本)
  - 神の子どもたちはみな踊る ( アメリカ合衆国)
  - 牙狼-GARO- 〜RED REQUIEM〜 ( 日本)
  - 義兄弟 SECRET REUNION ( 韓国)
  - クロッシング ( アメリカ合衆国)
  - さらば愛しの大統領 ( 日本)
  - ストーン ( アメリカ合衆国)
  - ソウ ザ・ファイナル 3D ( アメリカ合衆国)
  - ドアーズ/まぼろしの世界 ( アメリカ合衆国)
  - 劇場版 ブレイク ブレイド 第四章/惨禍ノ地 ( 日本)
  - マザーウォーター ( 日本)

### 11月
- 5日
  - ノーウェアボーイ ひとりぼっちのあいつ ( イギリス・ カナダ)
- 6日
  - うまれる ( 日本)
  - エクリプス/トワイライト・サーガ ( アメリカ合衆国)
  - 玄牝 -げんぴん- ( 日本)
  - 裁判長!ここは懲役4年でどうすか ( 日本)
  - スプリング・フィーバー ( 中国・ フランス)
  - パートナーズ ( 日本)
  - 100歳の少年と12通の手紙 ( フランス)
  - マチェーテ ( アメリカ合衆国)
  - マルドゥック・スクランブル/圧縮 ( 日本)
  - マリア様がみてる ( 日本)
  - リトル・ランボーズ ( イギリス・ フランス)
  - ［リミット］ ( スペイン)
- 13日
  - クレイジーズ ( アメリカ合衆国)
  - 劇場版3D あたしンち 情熱のちょ〜超能力♪母 大暴走! ( 日本)
  - ゴースト もういちど抱きしめたい ( 日本)
  - ハーブ&ドロシー アートの森の小さな巨人 ( アメリカ合衆国)
  - ふたたび swing me again ( 日本)
  - 442 日系部隊・アメリカ史上最強の陸軍 ( 日本)
  - ラスト・ソルジャー ( 中国・ 香港)
- 19日
  - ハリー・ポッターと死の秘宝 PART1 ( アメリカ合衆国・ イギリス)
- 20日
  - クリスマス・ストーリー ( フランス)
  - 黒く濁る村 ( 韓国)
  - ゲゲゲの女房 ( 日本)
  - 10億円稼ぐ ( 日本)
  - バトル・ロワイアル3D ( 日本)
  - パラノーマル・アクティビティ 第2章 TOKYO NIGHT ( 日本)
  - 堀川中立売 ( 日本)
  - 行きずりの街 ( 日本)
  - レオニー ( 日本・ アメリカ合衆国)
- 27日
  - アメリア 永遠の翼 ( アメリカ合衆国・ カナダ)
  - ゲーム・オブ・デス ( アメリカ合衆国)
  - 信さん 炭坑町のセレナーデ ( 日本)
  - デイブレイカー ( オーストラリア・ アメリカ合衆国)
  - デスカッパ ( 日本・ アメリカ合衆国)
  - Ricky リッキー ( フランス・ イタリア)

### 12月
- 1日
  - SPACE BATTLESHIP ヤマト ( 日本)
- 3日
  - GAMER ( アメリカ合衆国)
  - キス&キル ( アメリカ合衆国)
  - 極悪レミー ( カナダ)
  - ROCK & RULE ( カナダ)
- 4日
  - エクスペリメント ( アメリカ合衆国)
  - クレアモントホテル ( アメリカ合衆国・ イギリス)
  - 劇場版BLEACH 地獄篇 ( 日本)
  - 白いリボン ( オーストリア・ ドイツ・ フランス・ イタリア)
  - 武士の家計簿 ( 日本)
  - ベストセラー ( 韓国)
  - マクナイーマ ( ブラジル)
  - マジでガチなボランティア ( 日本)
  - 酔いがさめたら、うちに帰ろう。 ( 日本)
  - ライトノベルの楽しい書き方 ( 日本)
- 10日
  - ロビン・フッド ( アメリカ合衆国・ イギリス)
- 11日
  - 人生万歳! ( アメリカ合衆国)
  - 沈黙の復讐 ( アメリカ合衆国)
  - ノルウェイの森 ( 日本)
  - レバノン ( イスラエル)
- 17日
  - トロン: レガシー ( アメリカ合衆国)
- 18日
  - 海炭市叙景 ( 日本)
  - 仮面ライダー×仮面ライダー オーズ&ダブル feat.スカル MOVIE大戦CORE ( 日本)
  - キック・アス ( アメリカ合衆国・ イギリス)
  - 君を想って海をゆく ( フランス)
  - くまのがっこう 〜ジャッキーとケイティ〜 ( 日本)
  - 劇場版 おかっぱちゃん旅に出る ( 日本)
  - ゴダール・ソシアリスム ( フランス・ スイス)
  - 最後の忠臣蔵 ( 日本)
  - シチリア!シチリア! ( イタリア・ フランス)
  - 死なない子供、荒川修作 ( 日本)
  - シュレック フォーエバー ( アメリカ合衆国/アニメ)
  - 照和 My Little Town KAI BAND ( 日本)
  - タクミくんシリーズ Pure 〜ピュア〜 ( 日本)
  - チェブラーシカ ( 日本/アニメ)
  - 友川カズキ 花々の過失 ( 日本・ フランス)
  - 7級公務員 ( 韓国)
  - ばかもの ( 日本)
  - バスキアのすべて ( アメリカ合衆国)
  - バーレスク ( アメリカ合衆国)
  - モンガに散る ( 台湾)
- 23日
  - 相棒 -劇場版II- ( 日本)
  - ウルトラマンゼロ THE MOVIE 超決戦!ベリアル銀河帝国 ( 日本)
  - きみがくれた未来 ( アメリカ合衆国)
  - 劇場版イナズマイレブン 最強軍団オーガ襲来 ( 日本)
- 25日
  - アブラクサスの祭 ( 日本)
  - エリックを探して ( イギリス・ フランス・ イタリア・ ベルギー・ スペイン)
  - ジーザス・キャンプ〜アメリカを動かすキリスト教原理主義〜 ( アメリカ合衆国)
  - 蒼穹のファフナー HEAVEN AND EARTH ( 日本)
  - たまの映画 ( 日本)
  - デザート・フラワー ( ドイツ・ オーストリア・ フランス)